# Гудумак, Ева Михайловна
Ева Михайловна Гудумак (рум. Eva Gudumac, девичья фамилия Оцел; род. 6 мая 1941, с. Старая Татаровка, Молдавская ССР, СССР) — советский и молдавский медик, специалист по детской хирургии. Член-корреспондент (с 2000) и действительный член (с 2007) Академии наук Республики Молдова, главный специалист по педиатрической хирургии Министерства здравоохранения Республики Молдова (с 2010)[уточнить].

## Биография
Родилась в селе Старая Татаровка, старшим ребёнком в семье агронома Михаила Дмитриевича Оцела. При рождении получила имя Ива (которым её всю жизнь называют родственники), однако из-за отсутствия этого имени в официальных списках имён при оформлении документов после окончания семилетней школы стала Евой. Имеет двух младших братьев.
В детстве и юности собиралась стать учительницей физики или математики, однако провалилась на одном из экзаменов в пединститут.
По настоянию отца получила диплом медсестры в медицинском училище в Сороках (1958—1960). Позднее продолжила обучение на врача в Кишинёвском медицинском институте (1960—1966), ближе к концу обучения выйдя замуж за студента того же института Валентина Гудумака. В начале учёбы планировала стать инфекционистом, однако в итоге при специализации на 6-м курсе выбрала по совету профессоров Н. К. Георгиу и М. С. Михлина специальность детского хирурга.
Посещала курсы 2-го Московского государственного медицинского института в Москве. Защитила диссертацию на степень кандидата медицинских наук в 1973 году, на степень доктора медицинских наук — в 1986 году. С 1987 года — профессор.
Большую часть жизни проработала в Кишинёвском медицинском институте (ныне Государственный университет медицины и фармакологии имени Николая Тестемицану), пройдя позиции ассистента на кафедре педиатрии, доцента, зав. кафедрой хирургии и ортопедии, декана факультета педиатрии. С 2002 года — директор Национального научно-практического центра детской хирургии им. Натальи Георгиу.
С 1992 года является членом Румынского общества педиатрической хирургии. В 2000 году была избрана членом-корреспондентом, а с 2007 — действительным членом Академии наук Молдовы; с 2010 года является главным детским хирургом Министерства здравоохранения Республики Молдова. Президент Ассоциации детской хирургии в Молдове.
Помимо профессиональной деятельности, участвовала в работе законодательных органов — была избрана в качестве депутата в Парламент Республики Молдова созыва 2001—2005 годов по спискам «Альянса Брагиша», а затем в созыв 2005—2009 годов — по спискам коммунистической партии.
В 1993 году была удостоена высшей награды Республики Молдова — ордена Республики; в начале 2017 года — ордена «Богдан-Основатель».
Дочь Евы Гудумак, Жанна, пошла по стопам родителей, также став хирургом и профессором кафедры детской хирургии ГМФУ им. Николае Тестемицану, внук Валентин также учится на врача.

## Дополнительные ссылки и литература
- Gherman, Victor; Colesnic, Iurie (2000). Femei din Moldova: enciclopedie. Museum. pp. 129
- 8 удивительных женщин, покоривших Молдову и мир. Новости Молдовы, со ссылкой на «АиФ в Молдове» (8 марта 2014). Дата обращения: 28 марта 2017. Архивировано из оригинала 28 марта 2017 года.
- Ева ГУДУМАК: Не существует нетоксичных медикаментов. Все лекарственные препараты имеют побочные эффекты. Vocea Poporului (12 июля 2013). Дата обращения: 27 марта 2017.
- Tatiana Rotaru. La o aniversare: Academicianul Eva Gudumac a realizat visele unor fete de la ţară (молд.). Consiliul Naţional pentru Acreditare şi Atestare (6 мая 2011). Дата обращения: 27 марта 2017. Архивировано из оригинала 14 марта 2017 года.
- Stanislav Babuci. Academician Eva Gudumac ilustru chirurg pediatru, savant creator de şcoală chirurgicală pediatrică modernă la 70 de ani (молд.) // Anale Ştiinţifice ale Universităţii de Stat de Medicină şi Farmacie Nicolae Testemiţanu. — Zilele Universităţii. — Vol. 5. — Fasc. XII. — P. 5—7. — ISSN 1857-1719. Архивировано 28 марта 2017 года.